# Château de Kitanosho
Le château de Kitanosho (北圧城, Kitanosho-jō) était un hirashiro (château situé sur une colline). Ses ruines se trouvent dans la ville actuelle de Fukui, préfecture de Fukui au Japon. Comme le château n'exista que durant huit ans, peu d'informations nous en sont parvenues. On sait cependant qu'il fut construit par Shibata Katsuie en 1575 et que son tenshu (donjon) avait neuf étages, ce qui en faisait le plus haut de son époque.
En 1583, en raison de la défaite de ses alliés et d'une grande partie de son armée pendant la bataille de Shizugatake, Katsuie se retira au château et demanda à son épouse Oichi de fuir avec ses trois filles. Devant son refus, Katsuie et Oichi décidèrent de se faire seppuku après avoir incendié le château qui fut complètement détruit. Quelques pierres de fondation ont été découvertes à l’occasion de fouilles archéologiques.
Les trois filles qui échappèrent de l'incendie du château sont célèbres pour avoir épousé des hommes d'influence à l'époque. Ce sont :
- Chacha, ou Yodo Ono, la seconde épouse de Toyotomi Hideyoshi et mère de l'héritier de Hideyoshi, Hideyori Toyotomi ;
- Hatsu, l'épouse du daimyo Takatsugu Kyogoku ;
- Oeyo, ou Sūgen'in, épouse du deuxième shogun Tokugawa, Hidetada Tokugawa et mère de son successeur, Iemitsu Tokugawa[1].